# Air Namibia
Air Namibia was een luchtvaartmaatschappij uit Namibië met als thuisbasis Windhoek.

## Geschiedenis
Air Namibia is opgericht in 1947 als South West Air Transport door de Zuid-Afrikaanse regering welke na de Tweede Wereldoorlog namens de VN het mandaat voerde over Namibië (Zuidwest Afrika). In 1959 werd de naam gewijzigd in Suidwes Lugdiens na een fusie met Oryx Aviation.
Na de onafhankelijkheid in 1990 werd de maatschappij omgedoopt in Namib Air. Na een nieuwe reorganisatie in 1991 en de koop van 40% van de aandelen door SA Airlink werd de huidige naam Air Namibia in gebruik genomen.
Op 10 februari 2021 kondigde de Namibische regering de ordelijke en vrijwillige liquidatie van de luchtvaartmaatschappij aan. Alle operaties werden met ingang van 11 februari 2021 stopgezet. Alle 636 medewerkers werden ontslagen.  
In januari 2021 zei de minister van Financiën van Namibië, Iipumbu Shiimi, dat de regering de luchtvaartmaatschappij met NAD 8,4 miljard (ca. US$ 565 miljoen) financieel had ondersteund in de de afgelopen 10 jaar. Volgens Shiimi waren 15 van de 19 routes van Air Namibia onrendabel.

## Vloot
De vloot van Air Namibia bestond in februari 2021 uit:
- 2x Airbus A330-200
- 3x Airbus A319-100
- 1 Boeing B737-500
- 4x Embraer ERJ-135